# Откровение Иоанна Богослова, 10

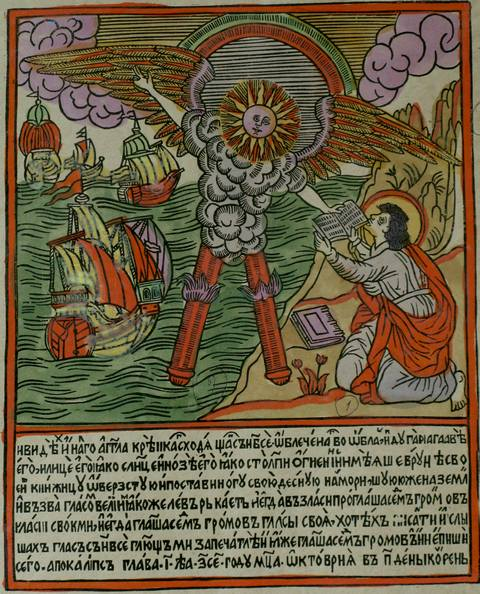
Ангел сильный вручает Иоанну книжку. Гравюра из «Библии для бедных» Василия Кореня, 1692—1696

Откровение Иоанна Богослова, Глава 10 — десятая глава Книги Апокалипсиса (10:1—11), в которой Иоанну является ангел и вручает книгу, чтобы тот ее съел. Эта глава является промежутком между звучанием 6-й и 7-й труб.

## Структура
- Явление ангела и 7 громов (1-7)
- Иоанн берет книгу и ест её (8-11)

## Содержание
Иоанну является ангел сильный с огненными ногами, над головой у которого радуга, а в руках маленькая книжка (свиток). Он кричит, и его крик повторяют семь громов. Иоанн собирается записать, что они сказали, но голос с неба приказывает ему это скрыть.
Ангел сильный клянётся, что «времени уже не будет». Голос с неба приказывает Иоанну подойти к ангелу и взять книжку. Ангел приказывает Иоанну съесть книгу, которая оказывается во рту сладкой, как мёд, а в животе горькой. После этого он приказывает Иоанну пророчествовать.

### Упомянуты
- Ангел сильный

## Толкование
Гигантский ангел, по мнению комментаторов, вероятно мессианский Ангел Нового Завета. Маленький свиток, который он держит в руках, благовестие Нового Завета (в отличие от гигантской Книги за Семью печатями, которая связана с Ветхим Заветом). Слова ангела, что времени больше не будет, вероятно, стоит толковать в том смысле, что отсрочки Суда Божьего больше не будет. Образ книги в устах пророка, меняющей вкус, встречается уже у Иезекииля (Иез 2,8 — 3,3), ему повелено было съесть свиток и напитать чрево свое (Иез. 3,1.3).
События в этой главе занимают промежуток между звуками уже отзвучавшей шестой трубой и грядущей седьмой. По описанию ангела ясно, что он явился непосредственно от присутствия Божия и Воскресшего Христа, по мнению некоторых комментаторов это сам Христос. То, что он стоит одной ногой на суше, а другой на море — символизирует его силу. Семь громов, вероятно, семь гласов Божиих в Пс. 28. То, что свиток маленький, означает, что он дает Иоанну короткое откровение о коротком отрезке времени. Иоанн получает откровение, которое не может открыть людям немедленно, он пережил нечто такое, что не может сообщить людям. Иоанн должен сам забрать книгу из рук ангела, а не ангел вручает ее ему, потому что откровение Божье не навязывается человеку насильно.

## Иконография
В средневековых иллюминированных рукописях иллюстрации этой главы обычно разбиты на две части. В первой Ангел сильный появляется, его сопровождает 7 громов, изображаемых обычно в виде отдельных голов. В следующем сюжете Иоанн ест книгу. Начиная с XV века первый из этих сюжетов практически исчезает (из нового популярного жанра — гравюры), зато Ангел сильный приобретает особенные иконографические черты, отличающие его от любых других ангелов. Художники пытаются изобразить его согласно букве Писания, поэтому его голову окружает ослепительное сияние, но главной отличительной чертой становятся ноги, изображаемые в качестве архитектурных колонн. В XIX-XX веках художники, переставшие обслуживать религиозное искусство, снова обращают внимание на первую сцену явления Ангела сильного и пишут его в одиночку, без Иоанна, и снова во вполне человекоподобной форме. Страшный могущественный ангел становится центральным элементом внушительных композиций у Уильяма Блейка, Бенджамина Уэста, а также у Николая Рериха, однако в целом тема остается не очень популярной.

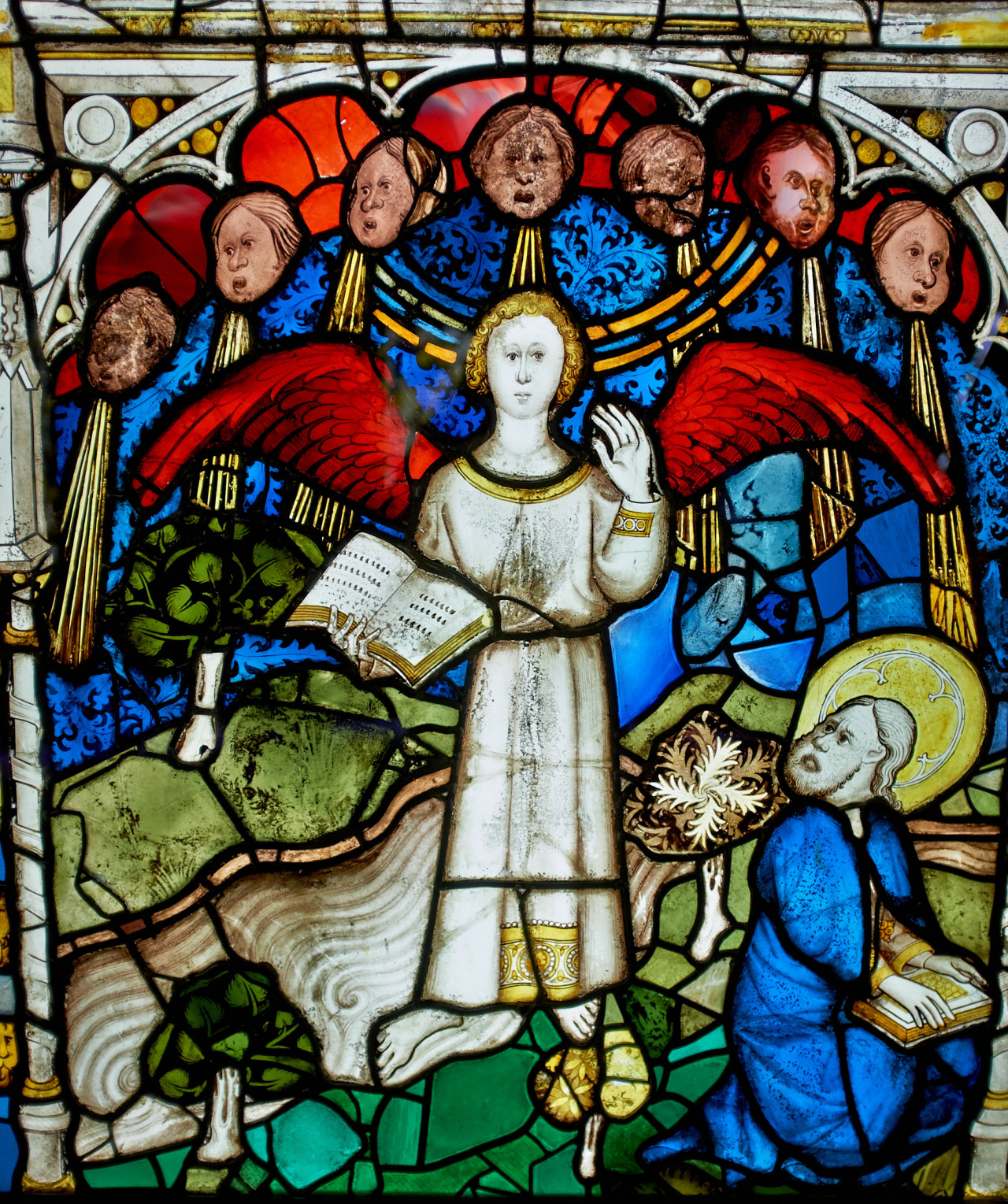
Ангел сильный и семь громов, витраж Йоркского собора, 1405-8
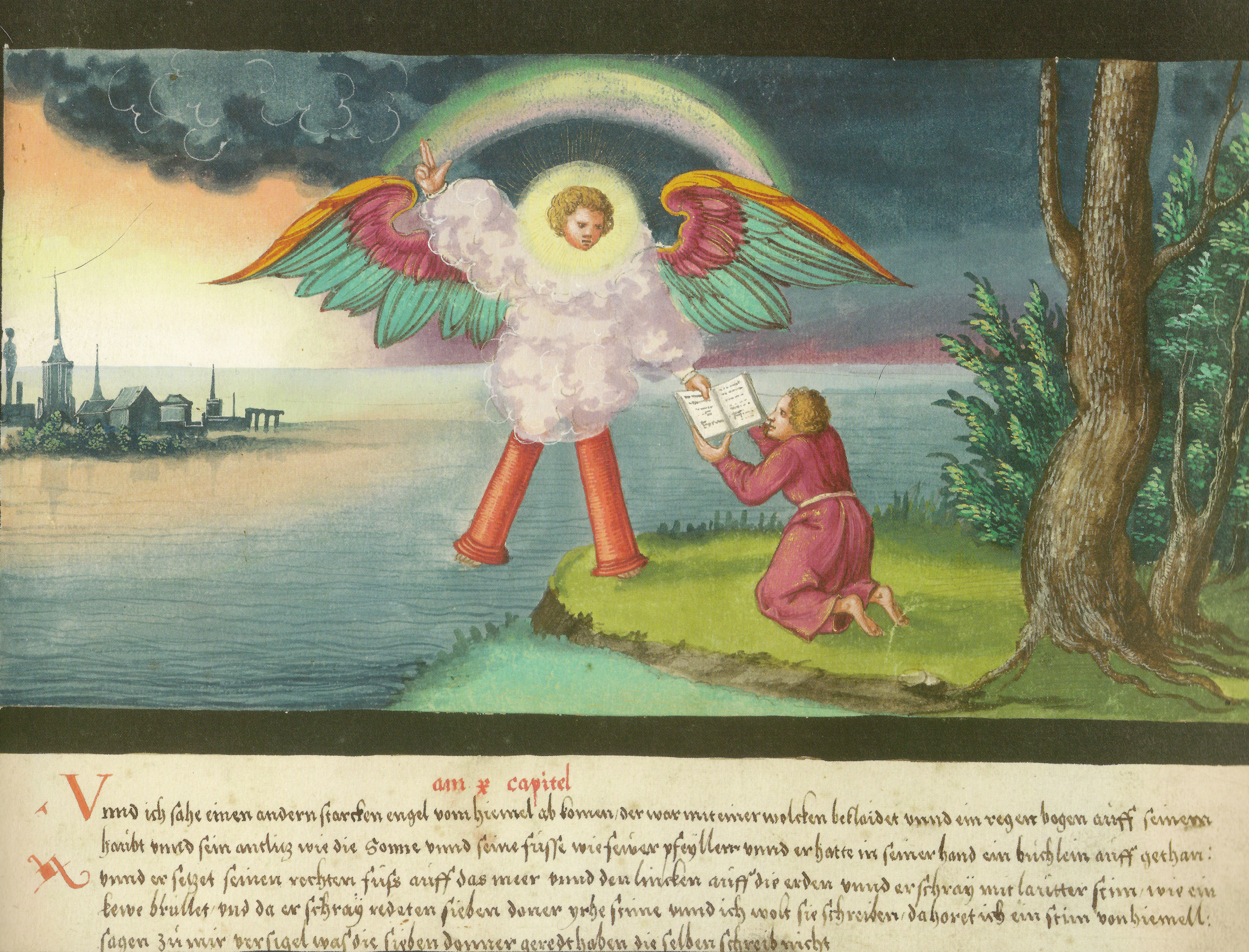
Иоанн ест книгу, иллюстрация из Augsburger Wunderzeichenbuch, ок. 1552
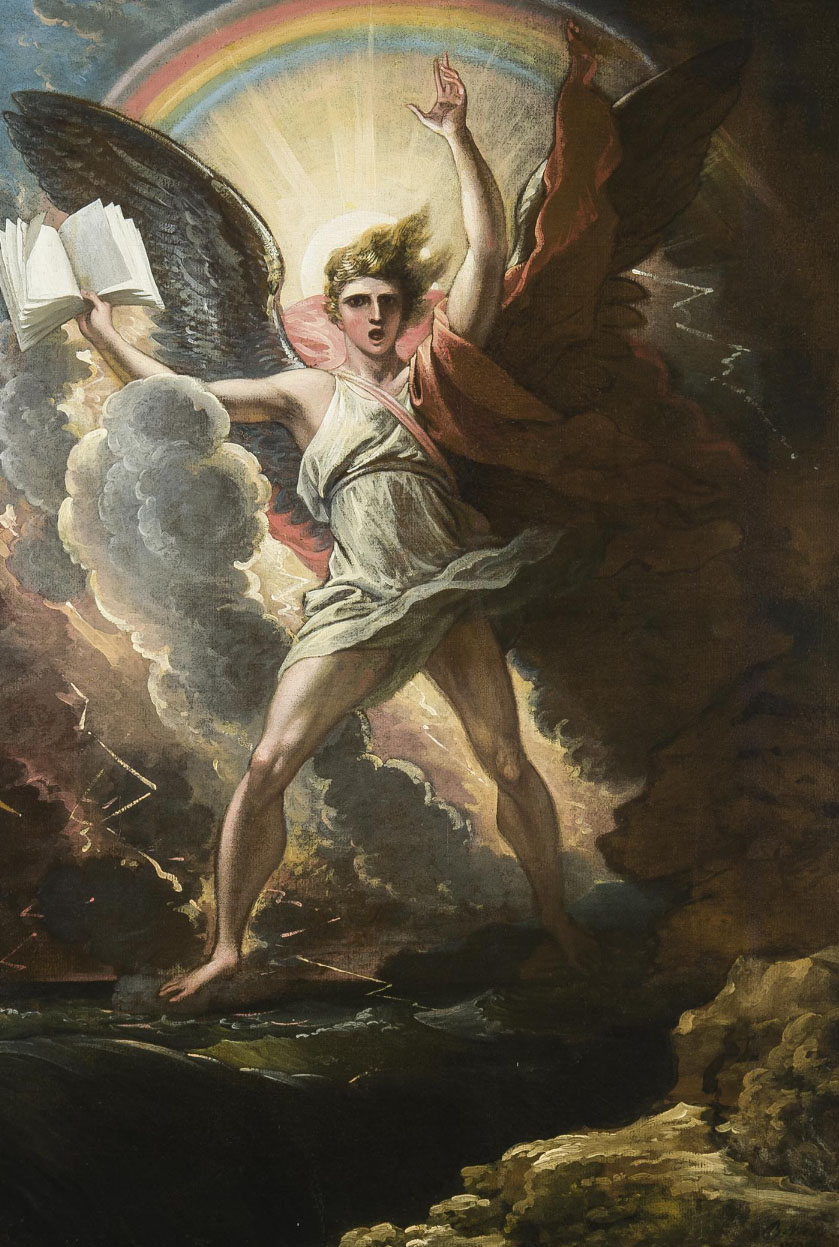
Бенджамин Уэст, «Ангел сильный», ок. 1797
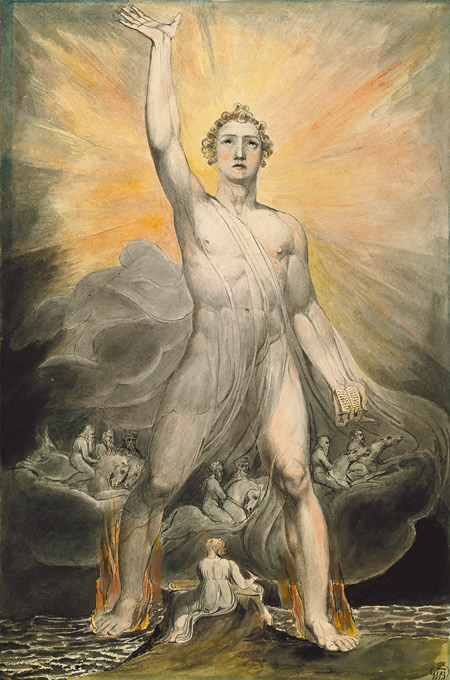
Уильям Блейк. «Ангел Откровения», 1803-5